# Stazione di Mosciano Sant’Angelo
Stazione di Mosciano Sant'Angelo vasútállomás Olaszországban, Mosciano Sant’Angelo településen.

## Vasútvonalak
Az állomást az alábbi vasútvonalak érintik:
- Giulianova–Teramo-vasútvonal

## Kapcsolódó állomások
A vasútállomáshoz az alábbi állomások vannak a legközelebb:
- Stazione di Notaresco
- Stazione di Giulianova